# 1953 en bande dessinée
| Années de la bande dessinée : 1950 - 1951 - 1952 - 1953 - 1954 - 1955 - 1956    |
| Décennies de la bande dessinée : 1920 - 1930 - 1940 - 1950 - 1960 - 1970 - 1980 |

Cet article présente les faits marquants de l'année 1953 en bande dessinée.

## Évènements
- Création de la bande dessinée américaine The Heart of Juliet Jones (version française : Juliette de mon cœur) par Stan Drake (dessin) et Elliot Caplin (texte)
- février : première apparition de Lili, Lulu et Zizi - nièces de Daisy Duck - dans l'histoire Donald piloufaceur !.
- mars : première apparition de Goldie O'Gilt, créée par Carl Barks dans l'histoire Retour au Klondike.
- 20 décembre : Arthur le fantôme justicier apparaît dans les pages du Vaillant n° 449, créé par Jean Cézard qui dessinera cette série pour le journal Pif Gadget jusqu'à son décès en 1977.

## Nouveaux albums
Voir aussi : Albums de bande dessinée sortis en 1953

### Franco-Belge
| Sortie | Titre                                                               | Scénariste      | Dessinateur     | Coloriste | Éditeur |
| ------ | ------------------------------------------------------------------- | --------------- | --------------- | --------- | ------- |
| ?      | Blake et Mortimer T.2 : Le Secret de l'Espadon - SX1 contre-attaque | Edgar P. Jacobs | Edgar P. Jacobs |           |         |
| ?      | …                                                                   |                 |                 |           |         |

### Comics
| Sortie | Titre       | Scénariste | Dessinateur | Coloriste | Éditeur |
| ------ | ----------- | ---------- | ----------- | --------- | ------- |
| ?      | à compléter |            |             |           |         |
| ?      | …           |            |             |           |         |

### Mangas
| Sortie | Titre       | Scénariste | Dessinateur | Coloriste | Éditeur |
| ------ | ----------- | ---------- | ----------- | --------- | ------- |
| ?      | à compléter |            |             |           |         |
| ?      | …           |            |             |           |         |

## Naissances
- 21 janvier : Pica, dessinateur français (Les Profs)
- 24 février : François Dimberton
- 26 février : Jean Teulé, auteur français (Bloody Mary, Filles de nuit, Gens de France)
- 1er mars : Tom Orzechowski, lettreur
- 12 mars : Farid Boudjellal
- 12 avril : Tanino Liberatore, auteur italien (Ranxerox, Lucy, l'espoir)
- 29 avril : Marvano, dessinateur belge (Kuifje, La Guerre éternelle, Les Sept Nains, Dallas Barr, Libre à jamais)
- 18 mai : Alan Kupperberg
- 8 juin : Gérard Cousseau
- 18 juin : Mark Gruenwald : scénariste de comics
- 25 juin : Jerry Bingham, dessinateur de comics
- 27 juin : Jean Pleyers, auteur belge (Les êtres de lumière, Giovani, Keos, Jhen)
- 15 août : Paul Gulacy
- 4 septembre : Denis Sire, dessinateur français (Menace diabolique, Bois Willys, 6T Mélodie)
- 21 septembre : François Corteggiani, scénariste français et rédacteur en chef du "nouveau" Pif Gadget.
- 25 septembre : Jean-Claude Floc'h dit Floc'h, illustrateur, dessinateur et auteur français (Albany, Blitz)
- 25 septembre : Bob Layton, auteur de comics
- 17 octobre : Johan de Moor, dessinateur belge fils de Bob De Moor (Gaspard de la nuit)
- 18 novembre : Alan Moore
- Naissances de Jorge Zentner, Lucien Rollin, Rick Kirkman, Roberta Gregory et Roger Seiter

## Décès
- 20 juin : Joseph Pinchon
- 29 novembre : Milt Gross